# Formning og Støbning af en Portrætbuste
|  | Denne artikel er oprettet af botten Steenthbot ud fra en ekstern database. Den kan derfor have sproglige fejl eller mangler. Denne skabelon kan fjernes efter kontrol af indholdet. |

Formning og Støbning af en Portrætbuste er en dansk dokumentarisk optagelse fra 1937.

## Handling
Processen med at lave en bronzeafstøbning gennmgåes nøje. De forskellige stadier i formningen og støbningen af portrætbusten følges. Tegner og multikunstner Robert Storm Petersen får lavet en portrætbuste af sig selv af billedhugger Harald Isenstein (1898-1980). Filmen viser herlige glimt af både Isensteins og Storm P.'s finurlige humor i arbejdet med leret. Filmen er fotograferet af fabrikant og amatørfotograf Knud Heskscher.

## Medvirkende
- Robert Storm Petersen
- Harald Isenstein
- Knud Heckscher